# Radek Petr
Radek Petr (24 februari 1987) is een Tsjechische doelman die uitkomt voor het Bulgaarse PFK Ludogorets.

## Carrière
Petr genoot zijn jeugdopleiding bij FC Baník Ostrava, waar hij doorstroomde naar het B-elftal. Na een uitleenbeurt aan FK Mutěnice versierde hij in 2007 een transfer naar Parma FC, waar hij echter niet kon doorbreken. Na een uitleenbeurt aan Pro Patria Calcio en KAS Eupen werd hij in 2010 definitief overgenomen door Eupen.
| seizoen | club                | land      | competitie                    | wed. | goals |
| ------- | ------------------- | --------- | ----------------------------- | ---- | ----- |
| 2006/07 | FC Baník Ostrava    | Tsjechië  | Gambrinus liga                | 0    | 0     |
| 2007    | → FK Mutěnice       | Tsjechië  | MSFL                          | 0    | 0     |
| 2007/08 | FC Parma            | Italië    | Serie A                       | 0    | 0     |
| 2008    | → Pro Patria Calcio | Italië    | Serie C                       | 2    | 0     |
| 2009    | → KAS Eupen         | België    | EXQI League                   | 12   | 0     |
| 2009/10 | KAS Eupen           | België    | EXQI League                   | 32   | 0     |
| 2010/11 | KAS Eupen           | België    | Jupiler Pro League            | 14   | 0     |
| 2010/11 | KAS Eupen           | België    | Play-Off III                  | 1    | 0     |
| 2011/12 | PFK Ludogorets      | Bulgarije | Professional A Football Group | 0    | 0     |
|         |                     |           | Totaal                        | 61   | 0     |